# Patagonienspottdrossel
Die Patagonienspottdrossel (Mimus patagonicus) oder manchmal Rostflanken-Spottdrossel ist eine Vogelart aus der Familie der Spottdrosseln (Mimidae). Diese Art hat ein großes Verbreitungsgebiet, das sich auf die Länder Argentinien, Chile und die britischen Überseegebiete Falklandinseln sowie Südgeorgien und die Südlichen Sandwichinseln beschränkt. Der Bestand wird von der IUCN als nicht gefährdet (Least Concern) eingeschätzt.

## Merkmale

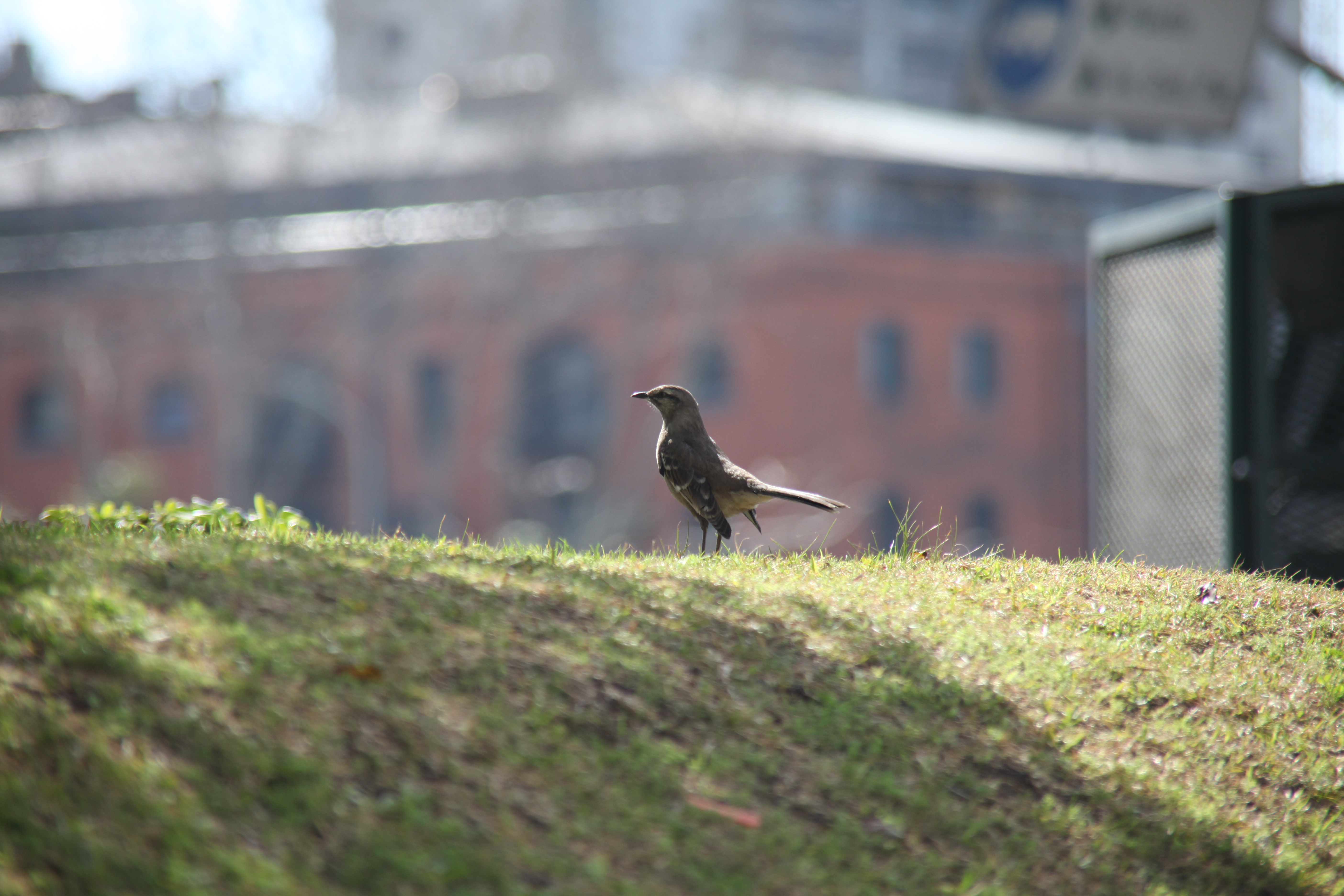
Patagonienspottdrossell

Die Patagonienspottdrossel erreicht eine Körperlänge von etwa 23 bis 25 Zentimetern, wobei sie einen ziemlich kurzen Schnabel hat. Die Oberseite ist gleichmäßig rauchgrau. Die Flügel kann man zwei weiße Striche erkennen, wobei die schwarzen großen Handdecken weiße Sprenkel und die schwärzlichen Handschwingen im mittlern Teil weiße Ränder aufweisen. Die weiß gesprenkelten Schwungfedern haben gelbbraune bis braune Ränder. Der Bürzel ist schwach gelbbraun gefärbt. Beim schwärzliche Schwanz sind die zentralen Steuerfedern stark weiß gepunktet sowie die Außenfahne eng weiß umrandet. Der kurze breite Augenstrich ist vorne weiß, wird nach hinten dünner und geht in ein Schwarzbraun über. Der Rest des Kopfes ist hell graubraun, wobei die Färbung an den Ohrdecken bräunlich wirkt. Die blassgraue Unterseite wirkt eintönig und wird am Bauch weiß. Seite und Flanken zieren eine ausgewaschene Zimtfarbe teils mit schwacher dunkler Färbung an den Schäften. Der Bereich um die Kloake ist weiß bis gelbbraun. Das Gefieder der Juvenile ist an der Brust von schwarzen Flecken durchzogen. Ein ausgeprägter Geschlechtsdimorphismus  existiert bei dieser Art nicht.

## Verbreitung und Lebensraum
Sie bewegen sich in wüstenähnlichen Gebieten mit Gestrüpp in Höhen bis 1800 Meter. Die typische Vegetation ihres Habitats ist geprägt von Larrea aus der Familie der Jochblattgewächse, Trockenwälder mit Chañar (Geoffroea decorticans) und Prosopis aus der Familie der Hülsenfrüchtler. An Flussauen sieht man sie auch an Melden. In Chile findet man sie in der Región de Aisén sowie der Provinz Valdivia. In Argentinien sind sie vom Norden der Provinz San Juan über Córdoba und  Buenos Aires bis auf die Isla Grande de Tierra del Fuego präsent. Im Winter migrieren sie in den Norden bis Jujuy und Santiago del Estero. Außerdem wurden vereinzelte Exemplare auf den Falklandinseln sowie Südgeorgien und die Südlichen Sandwichinseln beobachtet. Man findet sie praktisch nie in der Nähe von Siedlungen.

## Verhalten
Normalerweise sieht man Patagonienspottdrosseln in Paaren oder kleinen Familiengruppen. Sie sitzen meist wachsam auf einem Busch oder suchen am Boden nach Insekten, indem sie herumhüpfen. Sie zeigen aber kein ausgeprägtes territoriales Verhalten, wie beispielsweise die sehr ähnliche Camposspottdrossel (Mimus saturninus). Hin und wieder stellen sie den Schwanz auf und wackeln mit ihm. Sobald sie Gefahr wittern, verziehen sie sich ins dornige Gebüsch. Wenn sie in den Buschkronen sitzen, kann man sie das gesamte Jahr singen sehen. Ihr Gesang wird als sehr dünn beschrieben.

## Forschungsgeschichte und Etymologie
d’Orbigny und Lafresnaye verwendeten bei ihrer Erstbeschreibung des Taxon Orpheus patagonicus. Erst später wurde der Vogel in der Gattung Mimus kategorisiert. Das Wort Mimus stammt aus dem Lateinischen und bedeutet nachmachen, imitieren. Der Artepitheton patagonicus leitet sich von dem Gebiet Patagonien ab, in dem der Vogel typischerweise relativ häufig vorkommt.